# O Fantasma
Pour plus de détails, voir Fiche technique et Distribution.
O Fantasma (Le Fantôme) est un film portugais de João Pedro Rodrigues réalisé en 2000 et sorti en 2001 en France.

## Synopsis
Un jeune homme qui travaille comme éboueur à Lisbonne, Sergio, erre la nuit à la recherche de partenaires sexuels. Un jeune homme aperçu par hasard l'attire, mais ce dernier n'est pas intéressé. Ce rejet exacerbe encore plus le désir de Sergio…

## Fiche technique
- Scénario : João Pedro Rodrigues, José Neves, Paulo Rebelo, Alexandre Melo.
- Réalisation : João Pedro Rodrigues
- Photographie : Rui Poças
- Musique : « Dream Baby Revisited », Alan Vega, Alex Chilton, Ben Vaughn.
- Montage : Paulo Rebelo et João Pedro Rodrigues

## Distribution
- Ricardo Meneses : Sergio
- Beatriz Torcato : Fatima
- Andre Barbosa : João
- Eurico Vieira : Virgilio
- Joaquim Oliveira : Mario
- Florindo Lourenço : Matos
- Rodrigo Garin : un jeune homme dans les toilettes
- Jorge Almeida : un policier
- Maria Paola Porru : la mère de João

## Passion, déperdition, errance, et esthétique fantastique
La présence de chiens traverse l’œuvre — le film débute par les affolements d’un molosse glapissant dans un couloir obscur. Le protagoniste possède un chien avec lequel il joue à plusieurs moments. Ses divagations nocturnes dans Lisbonne semblent portées par une nuée d’aboiements au lointain ; il se prend lui-même pour un animal, mordillant sauvagement sa partenaire après l’étreinte, souillant le couchage de celui qu’il poursuit, jusqu’à la longue scène finale où il rampe et dévale à quatre pattes les pentes blafardes de la décharge publique… Des feux allumés dans des barils brûlent au milieu de terrains déserts. Le bruit assourdissant des camions, des machines, des bretelles d’autoroutes, couvrent de nombreuses scènes et créent un sentiment de captivité pulsionnelle. Le titre-même en portugais, non traduit lors de sa distribution, dénote la confusion entre le fantasme et le fantôme qui correspondent aux deux significations que recouvre le mot « fantasma » .[réf. souhaitée]

## Représensation de la sexualité
Les premiers plans montrent un homme sanglé et recouvert d’une combinaison noir luisant. Le film, presque muet, contient plusieurs scènes érotiques, notamment une fellation non simulée[réf. souhaitée]. Ce film fut interdit aux moins de seize ans à sa sortie en salle.[réf. souhaitée]

## Critique
- « João Pedro Rodrigues a réalisé le très grand film pédé du temps à placer aux côtés d'Un chant d'amour de Jean Genet, de Pink Narcissus (attribué à Kenneth Anger) et du Querelle de Fassbinder. », Libération NDLR: Pink Narcissus fut en fait réalisé par James Bidgood.
- « Un moment de cinéma hypnotique, suffocant et fascinant. », Ciné Live

## Récompenses
- Grand Prix au Festival du Film Entrevues en 2000 (avec Our Song de Jim McKay).
- Grand Prix du jury du film étranger au Festival de Belfort en 2000.
- nommé en compétition officielle au Festival de Venise en 2000.
- Meilleur Film au Festival du Film Lesbien et Gay de New York en 2001.